# Etapa de Buenos Aires da Stock Car Brasil de 2006
A Etapa de Buenos Aires de 2006 foi a décima corrida da temporada de 2006 da Stock Car Brasil. O vencedor foi Ingo Hoffmann. Foi realizada no traçado 9 do Autódromo Oscar Alfredo Gálvez, com 3.353 metros e 11 curvas.
Este GP foi marcado pelo violento acidente sofrido por Gualter Salles, que teve seu Chevrolet Astra tocado pelo carro de Guto Negrão e, após passar sobre um obstáculo na grama, desintegrou-se no ar e caiu para fora do circuito. Apesar da gravidade do acidente, o piloto da Vogel Motorsport foi resgatado sem ferimentos graves e disputou parte da temporada seguinte, que foi também a última de sua carreira.

## Corrida
| Pos      | Nº | Piloto               | Equipe                  | Voltas | Tempo/Aband.       | Grid | Pontos |
| -------- | -- | -------------------- | ----------------------- | ------ | ------------------ | ---- | ------ |
| 1        | 17 | Ingo Hoffmann        | AMG Motorsport          | 32     | 45.46.045          |      | 25     |
| 2        | 33 | Felipe Maluhy        | Terra Avallone          | 32     | +1.933             |      | 20     |
| 3        | 14 | Luciano Burti        | Action Power            | 32     | +4.258             |      | 16     |
| 4        | 11 | Nonô Figueiredo      | Scuderia 111            | 32     | +5.456             |      | 14     |
| 5        | 12 | Hoover Orsi          | NasrCastroneves         | 32     | +5.905             |      | 12     |
| 6        | 0  | Cacá Bueno           | Eurofarma RC            | 32     | +7.528             |      | 10     |
| 7        | 21 | Thiago Camilo        | Vogel Motorsport        | 32     | +8.828             |      | 9      |
| 8        | 35 | David Muffato        | NasrCastroneves         | 32     | +10.129            |      | 8      |
| 9        | 3  | Chico Serra          | WB Motosport            | 32     | +10.189            |      | 7      |
| 10       | 10 | Christian Conde      | Nascar Motorsport       | 32     | +10.276            |      | 6      |
| 11 (Ret) | 70 | Tarso Marques        | Terra Avallone          | 32     | +10.601            |      | 5      |
| 12       | 7  | Thiago Marques       | Action Power            | 32     | +10.790            |      | 4      |
| 13       | 65 | Felipe Gama          | Scuderia 111            | 32     | +11.600            |      | 3      |
| 14       | 2  | Paulo Salustiano     | M4T Motorsport          | 32     | +13.701            |      | 2      |
| 15       | 44 | Diogo Pachenki       | Powertech               | 32     | +13.857            |      | 1      |
| 16       | 40 | Fábio Carreira       | Carreira Racing         | 32     | +14.158            |      |        |
| 17       | 6  | Alceu Feldmann       | Boettger Competições    | 32     | +14.427            |      |        |
| 18       | 55 | Christian Fittipaldi | RC3 Bassani             | 32     | +14.451            |      |        |
| 19       | 1  | Raul Boesel          | WB Motorsport           | 32     | +14.746            |      |        |
| 20       | 15 | Antônio Jorge Neto   | Eurofarma RC            | 32     | +14.908            |      |        |
| 21       | 99 | Gualter Salles       | Vogel Motorsport        | 32     | +15.053 (acidente) |      |        |
| 22       | 27 | Guto Negrão          | Medley-A. Mattheis      | 32     | +15.611            |      |        |
| 23       | 28 | Juliano Moro         | Nascar Motorsport       | 32     | +18.455            |      |        |
| 24       | 63 | Lico Kaesemodel      | Katalogo Racing         | 32     | +20.807            |      |        |
| 25       | 26 | Giuliano Piagallo    | RC3 Bassani             | 32     | +23.914            |      |        |
| 26       | 34 | Mateus Greipel       | RC3 Bassani             | 32     | +27.235            |      |        |
| 27       | 8  | Carlos Alves         | Calminex Ice Motorsport | 31     | + 1 volta          |      |        |
| 28       | 18 | Allam Khodair        | Boettger Competições    | 31     | + 1 volta          |      |        |
| 29       | 25 | Renato Jader David   | RC3 Bassani             | 31     | + 1 volta          |      |        |
| 30       | 51 | Átila Abreu          | RS Competições          | 31     | + 1 volta          |      |        |
| 31       | 74 | Popó Bueno           | Hot Car Competições     | 31     | + 1 volta          |      |        |
| 32       | 47 | Geraldo Rola         | Hot Car Competições     | 31     | + 1 volta          |      |        |
| 33       | 23 | Duda Pamplona        | Officer Motorsport      | 31     | + 1 volta          |      |        |
| Ret      | 90 | Ricardo Mauricio     | Katalogo Racing         |        |                    |      |        |
| Ret      | 25 | Pedro Gomes          | Sama-GomeSports         |        |                    |      |        |
| Ret      | 9  | Giuliano Losacco     | Medley-A. Mattheis      |        |                    |      |        |
| Ret      | 41 | Hybernon Cysne       | PowerTech               |        |                    |      |        |
| Ret      | 77 | Valdeno Brito        | L&M Racing              |        |                    |      |        |
| Ret      | 87 | Ruben Fontes         | JF Racing               |        |                    |      |        |